# 武满
武满，《史记》作武蒲，秦末汉初人物，魏国魏王魏豹属下的申徒。
秦二世三年（前207年）十二月，沛公刘邦率军到达栗县（今河南省夏邑县）时，遇上刚武侯（柴武），夺其军四千多人，与自己的队伍合并起来，与魏将皇欣（皇訢）、武满的军队联合攻打秦军，获得胜利。而后一起攻打昌邑（今山东省金乡县西），昌邑未克。西过高阳（今河南省杞县西南高阳镇）。